# Horacio Pagani
Horacio Pagani (ur. 10 listopada 1955 w Casildzie) – argentyński konstruktor samochodowy, założyciel włoskiego przedsiębiorstwa samochodowego Pagani Automobili.

## Życiorys
Ojciec Horacia Paganiego był piekarzem wywodzącym się z włoskich emigrantów. Od najmłodszych lat Horacio projektował samochody i robił ich modele. Projekty te można dziś oglądać w siedzibie jego firmy. W 1983 roku, wraz z listem rekomendacyjnym od Juana Manuela Fangio, wyjechał do Włoch, aby spełnić swe marzenie o produkcji samochodów. W wieku 20 lat Pagani zaprojektował i zbudował swój pierwszy samochód wyścigowy klasy Formuła 3, dla której potem w latach 80. pracował jako specjalista od materiałów kompozytowych. Pagani był szefem inżynierów w firmie Lamborghini, gdzie stworzył model Countach Evoluzione. Próbował namówić szefostwo firmy do zakupienia własnego autoklawu pozwalającego wytwarzać elementy z włókna węglowego, lecz spotkał się z odmową, którą uzasadniono faktem, że skoro ich największy rywal, jakim jest Ferrari, nie ma takiej maszyny, to im również nie jest potrzebna. Horacio zaciągnął kredyt i w 1987 roku zakupił własny autoklaw, by w 1991 odejść z Automobili Lamborghini i założyć własną firmę Modena Design, która zajmuje się wytwarzaniem elementów z włókna węglowego dla firm takich jak Ferrari, Daimler czy Aprilia.
W 1992 roku Horacio założył w Modenie firmę Pagani Automobili S.p.A. zajmującą się budowaniem samochodów sportowych. Pierwszym samochodem, który wyjechał z Pagani Automobili, był model Zonda, którego stworzenie zajęło Paganiemu siedem lat. Samochód był produkowany w latach 1999-2011 i doczekał się wielu wersji specjalnych, by w końcu w 2012 roku zostać zastąpionym przez model Huayra.